# Созомен
Саламан Ермій Созомен (грец. Σαλαμάνης Ἑρμείας Σωζομενός; лат. Sozomenus; прибл. 400 — прибл. 450 р. н.е.), знаний як Созомен — римський юрист та історик християнської церкви.

## Родина і дім
Народився Созомен близько 400 року у Ветелії, маленькому містечку поблизу Гази, у багатій християнській родині Палестини.
Виклав історію Південної Палестини, що походить від усної традиції. Ймовірно був знайомий з регіоном навколо Гази і згадував, що бачив єпископа Зенона з Маджуми, морського порту Гази.

### Дідусь
Созомен писав, що його дід жив у Ветелії, поблизу Гази, і став християнином разом зі своєю родиною, ймовірно, за Констанція II. Сусід на ім’я Алафріон був чудесним чином зцілений святим Іларіоном, який вигнав з того демона, і, як очевидці чуда, навернулася вся сім’я Діда, разом з Алафріоном. Згідно з його розповіддю, навернення стало поворотним пунктом у християнізації південної Палестини.
У власному колі дідусь став дуже шанованим тлумачем Святого Письма. Нащадки заможного Алафріона заснували в окрузі церкви та жіночі монастирі, особливо активно пропагуючи чернецтво. Сам Созомен розмовляв з одним із них, дуже старим чоловіком. Історик стверджував, що виховувався під чернечим впливом, що підтверджує його життя.

## Життя та кар'єра

### Освіта
Созомен, схоже, виховувався в колі Алафріона і був вдячний за науку чернечому ордену. Його ранньою освітою керували ченці в рідній місцевості. Неможливо встановити, за яким навчальним планом він навчався в монастирських школах, але його твори дають чітке свідчення про ґрунтовність, заснованою на грецькій освіті.
Він зберіг враження юності, і його творчість, за його словами, стала пам’ятником його пошани ченцям загалом і учням Іларіона зокрема.

### Юрист
Ставши дорослим, здобув освіту юриста. Вивчав право у Бейруті. Потім вирушив до Константинополя, щоб побудувати свою кар'єру юриста, ймовірно, при дворі Феодосія II. Працюючи там, близько 443 року, він задумав проект написання історії Церкви.

## Писання з історії Церкви
Созомен написав дві праці з церковної історії, з яких збереглася лише друга.
Його перша праця висвітлювала історію Церкви, від Вознесіння Ісуса до поразки Ліцинія у 323 році, і була складена у дванадцяти книгах. Джерелами були Євсевій Кесарійський, проповіді Клементини, Гегесіп і Секст Юлій Африканський.
Друга робота Созомена продовжується приблизно там, де завершилась перша. Він написав її в Константинополі приблизно у 440–443 роках і присвятив імператору Феодосію II.
Праця складається з дев’яти книг, приблизно впорядкованих за періодом правління римських імператорів:
- Книга I: від навернення Костянтина I до Нікейського собору (312–325)
- Книга II: від Нікейського собору до смерті Костянтина (325–337)
- Книга III: від смерті Костянтина I до смерті Константа I (337–350)
- Книга IV: від смерті Константа I до смерті Констанція II (350–361)
- Книга V: від смерті Констанція II до смерті Юліана Відступника (361–363)
- Книга VI: від смерті Юліана до смерті Валента (363–375)
- Книга VII: від смерті Валента до смерті Феодосія I (375–395)
- Книга VIII: від смерті Феодосія I до смерті Аркадія (395–408)
- Книга IX: від смерті Аркадія до правління Валентиніана III (408–25)

Книга IX неповна. У присвяті твору він стверджує, що мав намір продовжувати її до 17-го консульства Феодосія II, тобто до 439 року. Збережена історія закінчується близько 425 року. Вчені розходяться в думці, чому немає кінця. Альберт Гульденпенінг припускє, що сам Созомен знищив кінцівку роботи, оскільки в ній він згадав імператрицю Елію Євдокію , яка пізніше впала в опалу через передбачувану зраду. Однак виявляється, що Никифор, Феофан і Феодор Лектор насправді читали кінець твору Созомена, згідно з їхніми власними працями, створеними пізніше. Тому більшість вчених вважає, що твір справді був закінчений і, отже, дійшов до нас лише у пошкодженому стані. 

### Інші твори
За словами історика та дослідника ісламу Майкла Кука, Созомен писав, що група «сарацинів» (арабів) у Палестині прийняла єврейські закони та звичаї після контакту з євреями і, можливо, була (за словами Кука) попередниками ісламу та мусульман. 

### Публікації
Твір Созомена вперше був надрукований (editio princeps) Робертом Естьєном у Парижі в 1544 році  на основі Codex Regius 1444 року.  Є пізніші видання Христофорсона та Іктруса (Кельн, 1612). 
Заслуговує на увагу видання Валесія (Кембридж, 1720), який використовував, крім тексту Стівенса, Кодекс Фуцеціана (нині у Парижі, 1445 рік), «Читання» Савілія та непрямі перекази Теодора Лектора та Кассіодора - Епіфаній.
Посмертне видання Хассі (в основному підготовлене для друку Джоном Барроу, який написав передмову) є важливим, оскільки в ньому вперше зібрано архетип Codex Regius, Codex Baroccianus, 142. Але цей рукопис був написаний різними руками і в різний час і тому не є однаково авторитетним у всіх своїх частинах.
Є чудовий переклад англійською, опублікований у 1846 році (Лондон, Семюел Бегстер і сини), перекладач без імені, пізніше передрукований і приписуваний Честеру Девіду Хартранфту (1839-1914), з навченим, хоча й дещо розсіяним вступом, у "Нікейськіх та Постнікейськіих Отцях", II (опубліковано у Нью-Йорку, 1890 року). 

### Цитати
1. 1 2  SNAC — 2010.
2. 1 2  Catalogue of the Library of the Pontifical University of Saint Thomas Aquinas
3. ↑  Bibliothèque nationale de France BNF: платформа відкритих даних — 2011.
4. 1 2  https://en.wikisource.org/wiki/Catholic_Encyclopedia_(1913)/Salaminius_Hermias_Sozomen
5. 1 2 3  Чеська національна авторитетна база даних
6. ↑  Joseph Bidez & Günther Christian Hansen, Sozomenus Kirchengeschichte (Verlag, 1995), pp. lxiv–lxv
7. ↑  Martindale, PLRE 2, p. 1023
8. ↑  RE III A.1 (1927), col. 1240
9. 1 2 3 4 5  Harnack та McGiffert, 1911, с. 525.
10. ↑  Sozomenus, Historia Ecclesiastica, Bk.1, Chap. 15
11. 1 2 3 4 5 6  Healy, 1912.
12. ↑  Cook, 2000, с. 141.
13. ↑  For a recent discussion of their relationship see H. Leppin, "The Church Historians (I): Socrates, Sozomenus, and Theodoretus", in Gabriele Marasco, Greek & Roman Historiography in Late Antiquity, Brill, 2003, pp. 219-254.

## Подальше читання
- On ethnic identity and ecclesiastical politics in Sozomen, see: 
  - Argov, Eran I. (2005). A Church Historian in Search of an Identity: Aspects of Early Byzantine Palestine in Sozomen's Historia Ecclesiastica. Zeitschrift für Antikes Christentum. 9: 367—396.
- The English translation of the Ecclesiastical History ascribed to Chester D. Hartranft is available online:
  - Sozomen (1890). Schaff, Philip; Wace, Henry (ред.). Ecclesiastical History. Т. 2. Translated by Chester D. Hartranft. Buffalo, NY: Christian Literature Publishing Co. Процитовано 13 березня 2016 — через New Advent. {{cite encyclopedia}}: Проігноровано |work= (довідка)
- The English translation of the Ecclesiastical History by Edward Walford as originally published in the Bohn Ecclesiastical Library, is available in book form:
  - Sozomen, Hermias (2018). The Ecclesiastical History of Sozomen. Merchantville, New Jersey: Evolution Publishing. ISBN 978-1-935228-15-8.